# Martin Allen
Martin James Allen (Reading, 14 agosto 1965) è un allenatore di calcio ed ex calciatore inglese, di ruolo centrocampista.

## Carriera

### Calciatore
Centrocampista centrale, ha esordito nel calcio professionistico nel 1983 coi Queens Park Rangers, con cui collezionò 136 presenze in sei stagioni, prima di passare al West Ham United. Con gli Hammers rimase fino al settembre 1995, quando fu venduto al Portsmouth, con cui giocò in modo discontinu per tre stagioni. Chiuse la carriera, in prestito al Southend United, al termine della stagione 1997-1998.
Ha disputato due incontri con la Nazionale inglese Under-21.

### Allenatore
Dopo essere stato nello staff del Reading FC, la sua prima squadra da primo allenatore fu, dal marzo 2003, e per una stagione, il Barnet Football Club.
Seguirono poi il Brentford Football Club (Football League One, 2004-2006), il Milton Keynes Dons (Football League Two, 2006-2007), il Leicester City (Football League Championship, per i primi quattro incontri del 2007-2008) ed il Cheltenham Town (2008-2009 e fino a dicembre della successiva stagione).
Fu poi osservatore part-time per i Queens Park Rangers, a partire dal gennaio 2010.
Nel marzo del 2011 fu per tre incontri di nuovo sulla panchina del Barnet Football Club, prima di essere scelto per guidare il Notts County, guidandolo alla salvezza.

## Statistiche

### Statistiche da allenatore
Statistiche aggiornate al 19 giugno 2020. In grassetto le competizioni vinte.
| Stagione               | Squadra                | Campionato             | Campionato | Campionato | Campionato | Campionato | Coppe nazionali | Coppe nazionali | Coppe nazionali | Coppe nazionali | Coppe nazionali | Coppe continentali | Coppe continentali | Coppe continentali | Coppe continentali | Coppe continentali | Altre coppe | Altre coppe | Altre coppe | Altre coppe | Altre coppe | Totale | Totale | Totale | Totale | % Vittorie | Piazzamento |
| Stagione               | Squadra                | Comp                   | G          | V          | N          | P          | Comp            | G               | V               | N               | P               | Comp               | G                  | V                  | N                  | P                  | Comp        | G           | V           | N           | P           | G      | V      | N      | P      | %          | Piazzamento |
| ---------------------- | ---------------------- | ---------------------- | ---------- | ---------- | ---------- | ---------- | --------------- | --------------- | --------------- | --------------- | --------------- | ------------------ | ------------------ | ------------------ | ------------------ | ------------------ | ----------- | ----------- | ----------- | ----------- | ----------- | ------ | ------ | ------ | ------ | ---------- | ----------- |
| mar.-giu. 2003         | Barnet                 | NL                     | 4          | 0          | 3          | 1          | FACup           | -               | -               | -               | -               | -                  | -                  | -                  | -                  | -                  | -           | -           | -           | -           | -           | 4      | 0      | 3      | 1      | &0,00      | Sub. 11º    |
| 2003-mar. 2004         | Barnet                 | NL                     | 41         | 16         | 12         | 13         | FACup           | 4               | 2               | 1               | 1               | -                  | -                  | -                  | -                  | -                  | FLT         | 1           | 0           | 1           | 0           | 46     | 18     | 14     | 14     | 39,13      | Dim.        |
| mar.-giu. 2004         | Brentford              | SD                     | 9          | 5          | 3          | 1          | FACup+CdL       | -               | -               | -               | -               | -                  | -                  | -                  | -                  | -                  | FLT         | -           | -           | -           | -           | 9      | 5      | 3      | 1      | 55,56      | Sub. 17º    |
| 2004-2005              | Brentford              | FL1                    | 46+2       | 22+0       | 9+0        | 15+2       | FACup+CdL       | 9+1             | 3+0             | 5+0             | 1+1             | -                  | -                  | -                  | -                  | -                  | FLT         | 1           | 0           | 0           | 1           | 59     | 25     | 14     | 20     | 42,37      | 4º          |
| 2005-2006              | Brentford              | FL1                    | 46+2       | 20+0       | 16+1       | 10+1       | FACup+CdL       | 6+1             | 4+0             | 1+0             | 1+1             | -                  | -                  | -                  | -                  | -                  | FLT         | 1           | 0           | 1           | 0           | 56     | 24     | 19     | 13     | 42,86      | 3º          |
| Totale Brentford       | Totale Brentford       | Totale Brentford       | 101+4      | 47+0       | 28+1       | 26+3       |                 | 17              | 7               | 6               | 4               |                    | -                  | -                  | -                  | -                  |             | 2           | 0           | 1           | 1           | 124    | 54     | 36     | 34     | 43,55      |             |
| 2006-2007              | MK Dons                | FL2                    | 46+2       | 25+1       | 9+0        | 12+1       | FACup+CdL       | 3+3             | 1+1             | 1+1             | 1+1             | -                  | -                  | -                  | -                  | -                  | FLT         | 1           | 0           | 0           | 1           | 55     | 28     | 11     | 16     | 50,91      | 4º          |
| ago. 2007              | Leicester City         | FLC                    | 3          | 1          | 1          | 1          | FACup+CdL       | 0+1             | 0+1             | 0+0             | 0+0             | -                  | -                  | -                  | -                  | -                  | -           | -           | -           | -           | -           | 4      | 2      | 1      | 1      | 50,00      | Eson.       |
| set. 2008-2009         | Cheltenham Town        | FL1                    | 40         | 8          | 12         | 20         | FACup+CdL       | 5+0             | 2+0             | 2+0             | 1+0             | -                  | -                  | -                  | -                  | -                  | FLT         | 1           | 0           | 0           | 1           | 46     | 10     | 14     | 22     | 21,74      | Sub. 23º    |
| ago.-dic. 2009         | Cheltenham Town        | FL2                    | 16         | 3          | 7          | 6          | FACup+CdL       | 1+1             | 0+0             | 0+0             | 1+1             | -                  | -                  | -                  | -                  | -                  | FLT         | 1           | 0           | 0           | 1           | 19     | 3      | 7      | 9      | 15,79      | Eson.       |
| Totale Cheltenham Town | Totale Cheltenham Town | Totale Cheltenham Town | 56         | 11         | 19         | 26         |                 | 7               | 2               | 2               | 3               |                    | -                  | -                  | -                  | -                  | -           | 2           | 0           | 0           | 2           | 65     | 13     | 21     | 31     | 20,00      |             |
| mar.-apr. 2011         | Barnet                 | FL2                    | 3          | 2          | 1          | 0          | FACup+CdL       | -               | -               | -               | -               | -                  | -                  | -                  | -                  | -                  | FLT         | -           | -           | -           | -           | 3      | 2      | 1      | 0      | 66,67      | Sub., Dim.  |
| apr.-giu. 2011         | Notts County           | FL1                    | 7          | 2          | 2          | 3          | FACup+CdL       | -               | -               | -               | -               | -                  | -                  | -                  | -                  | -                  | FLT         | -           | -           | -           | -           | 7      | 2      | 2      | 3      | 28,57      | Sub., 19º   |
| 2011-feb. 2012         | Notts County           | FL1                    | 40         | 11         | 7          | 22         | FACup+CdL       | 4+1             | 3+0             | 0+1             | 1+0             | -                  | -                  | -                  | -                  | -                  | FLT         | 1           | 0           | 0           | 1           | 46     | 14     | 8      | 24     | 30,43      | Eson.       |
| Totale Notts County    | Totale Notts County    | Totale Notts County    | 47         | 13         | 9          | 25         |                 | 5               | 3               | 1               | 1               |                    | -                  | -                  | -                  | -                  |             | 1           | 0           | 0           | 1           | 53     | 16     | 10     | 27     | 30,19      |             |
| Totale carriera        | Totale carriera        | Totale carriera        | -          | -          | -          | -          |                 | -               | -               | -               | -               |                    | -                  | -                  | -                  | -                  |             | -           | -           | -           | -           | 0      | 0      | 0      | 0      | —          |             |

## Palmarès

### Allenatore

#### Competizioni nazionali
- Football League Two: 1

Gillingham: 2012-2013